# Uroloba calycospila
Uroloba calycospila är en fjärilsart som beskrevs av Edward Meyrick 1932. Uroloba calycospila ingår i släktet Uroloba och familjen fjädermott. Inga underarter finns listade i Catalogue of Life.